# 王者烈奏〜インストゥルメンタル・ベスト・アルバム
『王者烈奏〜インストゥルメンタル・ベスト・アルバム』（Instrumental Best Album）は、2004年に発表されたイングヴェイ・マルムスティーンのベスト・アルバム。

## 概要
発売名義は「イングヴェイ・J・マルムスティーン（Yngwie J. Malmsteen）」。ポニーキャニオン在籍時に発表したアルバムから、インストゥルメンタル・ナンバーのみを収録した日本独自企画盤のインスト・ベスト・アルバム。帯解説は「これぞイングヴェイ流"バロックンロール"の真髄!!流麗なギターワーク、躍動する劇的サウンド。ギターと音楽への情熱を全て注ぎ込んだ珠玉のインストゥルメンタル・ナンバー。王者が愛し、創り上げた15曲を厳選したインスト・ベスト集誕生。」である。

## 収録曲
| 全作曲: イングヴェイ・J・マルムスティーン。 |                                                                                       |           |                                   |                                        |      |
| #                                           | タイトル                                                                              | 作詞      | 作曲・編曲                        | オリジナル・アルバム                   | 時間 |
| 1.                                          | 「ブラザーズ」(Brothers)                                                              |           | イングヴェイ・J・マルムスティーン | セヴンス・サイン                       | 3:46 |
| 2.                                          | 「ドーン」(Dawn)                                                                      |           | イングヴェイ・J・マルムスティーン | マグナム・オーパス                     | 4:21 |
| 3.                                          | 「エア・オン・ア・テーマ」(Air On A Theme)                                            |           | イングヴェイ・J・マルムスティーン | フェイシング・ジ・アニマル             | 1:44 |
| 4.                                          | 「ブリッツクリーグ」(Blitzkrieg)                                                      |           | イングヴェイ・J・マルムスティーン | アルケミー                             | 4:12 |
| 5.                                          | 「ブルー」(Blue)                                                                      |           | イングヴェイ・J・マルムスティーン | アルケミー                             | 4:09 |
| 6.                                          | 「アサイラム」(Asylum I - Asylum)                                                     |           | イングヴェイ・J・マルムスティーン | アルケミー                             | 4:06 |
| 7.                                          | 「スカイ・ユーフォリア」(Asylum II - Sky Euphoria)                                    |           | イングヴェイ・J・マルムスティーン | アルケミー                             | 3:16 |
| 8.                                          | 「クワンタム・リープ」(Asylum III - Quantum Leap)                                     |           | イングヴェイ・J・マルムスティーン | アルケミー                             | 3:56 |
| 9.                                          | 「パワー・アンド・グローリー ～高田延彦のテーマ～」(Power And Glory (Takada's Theme)) |           | イングヴェイ・J・マルムスティーン | アイ・キャント・ウェイト               | 4:25 |
| 10.                                         | 「モルト・アルペジオッサ」(Molto Arpeggiosa)                                          |           | イングヴェイ・J・マルムスティーン | ウォー・トゥ・エンド・オール・ウォーズ | 4:15 |
| 11.                                         | 「プレリューディアム」(Preludium)                                                     |           | イングヴェイ・J・マルムスティーン | ウォー・トゥ・エンド・オール・ウォーズ | 2:26 |
| 12.                                         | 「インストゥル-メンタル・インスティテューション」(Instru-Mental Institution)          |           | イングヴェイ・J・マルムスティーン | ウォー・トゥ・エンド・オール・ウォーズ | 3:55 |
| 13.                                         | 「トレジャー・フロム・ジ・イースト」(Treasure From The East)                          |           | イングヴェイ・J・マルムスティーン | ウォー・トゥ・エンド・オール・ウォーズ | 3:51 |
| 14.                                         | 「レクイエム」(Requiem)                                                               |           | イングヴェイ・J・マルムスティーン | ウォー・トゥ・エンド・オール・ウォーズ | 4:02 |
| 15.                                         | 「ファー・ビヨンド・ザ・サン（ライヴ・ヴァージョン）」(Far Beyond The Sun (Live))     |           | イングヴェイ・J・マルムスティーン | ライヴ!!、ライジング・フォース         | 9:15 |
| 合計時間:                                   | 合計時間:                                                                             | 合計時間: | 61:39                             |                                        |      |